# Chris Björin
Christer „Chris“ Björin (* 14. Oktober 1947 in Schweden) ist ein professioneller schwedischer Pokerspieler. Er ist zweifacher Braceletgewinner der World Series of Poker und wurde 2019 als einer der 50 besten Spieler der Pokergeschichte genannt.

## Pokerkarriere

### Werdegang
Björin spielt seit den frühen 1990ern regelmäßig bei der World Series of Poker am Las Vegas Strip und gewann 1997 und 2000 jeweils ein Bracelet. Beim WSOP-Main-Event in den Jahren 1992, 1997, 2001, 2008, 2009, 2010, 2011, 2015 und 2018 kam er ins Preisgeld. Bei der WSOP 2007 erreichte er drei Finaltische. Bei der ersten Saison der Professional Poker Tour kam er bei einem Turnier an den Finaltisch. Bei Seniorenturnieren gewann er alleine 2006 über 330.000 US-Dollar. Im Rahmen der 50. Austragung der World Series of Poker wurde Björin im Juni 2019 als einer der 50 besten Spieler der Pokergeschichte genannt.
Insgesamt hat sich Björin mit Poker bei Live-Turnieren mehr als 5,5 Millionen US-Dollar erspielt und ist damit hinter Martin Jacobson der zweiterfolgreichste schwedische Pokerspieler.

### Braceletübersicht
Björin kam bei der WSOP 94-mal ins Geld und gewann zwei Bracelets:
| Jahr | Buy-in (in $) | Turnier          | Teilnehmer | Preisgeld (in $) |
| ---- | ------------- | ---------------- | ---------- | ---------------- |
| 1997 | 1500          | Pot Limit Omaha  | 140        | 169.200          |
| 2000 | 3000          | No Limit Hold’em | 301        | 334.110          |